# Dona Flor e Seus Dois Maridos (peça)
Dona Flor e Seus Dois Maridos é uma montagem teatral da clássica obra de Jorge Amado. Estreou em fevereiro de 2008, no Teatro das Artes, no Rio de Janeiro. Adaptação de Marcelo Faria e Pedro Vasconcelos.

## Elenco
| Ator                       | Personagem                         |
| -------------------------- | ---------------------------------- |
| Carol Castro               | Flor                               |
| Marcelo Faria              | Vadinho                            |
| Duda Ribeiro               | Teodoro                            |
| Ana Paula Bouzas           | Norminha                           |
| Jonas Torres               | Mirandão                           |
| Elvira Helena              | Rosilda                            |
| Marco Bravo                | Prof. Epaminondas / Dorival Caymmi |
| Carlos André Faria         | Pelanchi                           |
| Carolina Freitas           | Dona Magnólia / Carmem             |
| Lis Schwabacher            | Célia                              |
| Lis Maia                   | Celeste                            |
| Luana Xavier               | Dionísia / Nancy                   |
| Fabio Nascimento           | Pai Didi                           |
| Luiz Antônio do Nascimento | Dr. Geovani / Padre                |

## Atores que já fizeram parte do elenco
| Ator               | Personagem                         |
| ------------------ | ---------------------------------- |
| Fernanda Paes Leme | Flor                               |
| Cristiano Queiroz  | Dr. Geovane / Padre                |
| Diogo Brandão      | Prof. Epaminondas / Dorival Caymmi |
| Marcello Gonçalves | Mirandão                           |
| Nelito Reis        | Dr. Geovane / Padre                |
| Michelle Martins   | Dona Magnólia                      |
| Daniely Stenzel    | Célia                              |
| Ewe Pamplona       | Dionísia                           |
| Ernesto Xavier     | Dr. Geovani / Padre                |
| Beto Quirino       | Maestro                            |

## Ficha Técnica
- Direção: Pedro Vasconcelos
- Produção: Deborah Aguiar e Letícia Tórgo
- Iluminação: Luciano Xavier
- Direção Musical: Bruno Marques
- Cenografia e Figurino: Ronald Teixeira
- Coreografia: Roberto Queiroz e Suzan Ranieri
- Prosódia: Íris Gomes
- Preparação Vocal: Rose Gonçalves
- Canto: Nadia Daltro
- Culinária: Cida Bahiana
- Preparação de Elenco: Katia Achcar
- Make-up (caracterização de personagens): Fabiola Xavier
- Comunicação Visual: Carol Vasconcellos
- Fotógrafo: Guilherme Maia e Rubens Cerqueira
- Cenotécnico: Cezinha
- Camareira: Ivani

## Cidades do espetáculo
Em 2008, temporada no Teatro das Artes, Rio de Janeiro.
Entre os dias 5 de setembro e 21 de dezembro de 2008, o espetáculo circulou por:
Petrópolis, Belo Horizonte, Angra dos Reis, Juiz de Fora, Curitiba, Maceió, Recife, João Pessoa, Natal, Mossoró, Teresina, Fortaleza, São Luiz, Belém, Brasília, Manaus, Rio Branco, Palmas, Cuiabá, Rondonópolis, Campo Grande, Anápolis e Goiânia.
Em 2009, circulou por:
- Rio de Janeiro-RJ: 8 de janeiro a 15 de fevereiro / Teatro dos Grandes Atores
- Volta Redonda-RJ: 09 e 10 de fevereiro
- Vitória-ES
- Belo Horizonte-MG
- São Paulo-SP: 20.03 a 21.06 / Teatro FAAP
- Baurú-SP
- São José do Rio Preto-SP
- Araraquara-SP
- Petrópolis-RJ
- Teresópolis-RJ
- Santos-SP
- Piracicaba-SP
- São José dos Campos-SP
- Belém-PA